# RK Metković
Az RK Metković egy horvát férfi kézilabdacsapat Metković városában. A klubot 1963. szeptember 29-én alapították, Mehanika néven. Mérkőzéseit a 3500 férőhelyes ŠD Metković arénában játssza, rendelkezik férfi- és női szakosztállyal is. Ma is használatos nevét akkor vette fel, amikor összeolvadt a Razvitak és a Metković-Jambo csapataival. Horvát Kupát kétszer, EHF-kupát egyszer nyert története során.

## Sikerei
- Horvát Kupa-győztes: 2
  - 2001, 2002
- EHF-kupa: 1
  - győztes: 2000
  - döntős: 2001

## Híres játékosok
- Patrik Ćavar
- Blaženko Lacković
- Petar Metličić
- Ivano Balić
- Nikša Kaleb
- Davor Dominiković
- Rolando Pušnik
- Valter Matošević
- Nenad Kljaić
- Mario Kelentrić
- Vladimir Jelčić
- Marko Kopljar
- Igor Karačić
- Željko Babić
- Ivan Čupić
- Renato Sulić
- Ivica Obrvan
- Goran Jerković
- Mario Bjeliš
- Zsigmond György
- Dragan Jerković
- Dario Jagić
- Zdravko Medić
- Siniša Markota
- Mario Perčin
- Renato Sršen
- Ivan Markovski
- Ivan Vukas
- Mate Šunjić
- Luka Raković
- Sandro Uvodić
- Zvonimir Kapular
- Stanko Sabljić
- Nikola Govorko
- Ljubomir Rezić
- Slobodan Batinović
- Vlaho Lovrić
- Tomislav Dragun
- Branko Milivojević
- Luka Veraja
- Pero Veraja
- Tomislav Veraja
- Jurica Volarević
- Zdravko Vučićević
- Tomo Dragović
- Ivica Zubac
- Mate Volarević

## Híres edzők
- Slavko Goluža
- Zvonimir Serdarušić
- Ilija Puljević
- Ivica Obrvan
- Mojmir Majić
- Jerko Alujević
- Željko Babić
- Emir Junuzović